# 요로군

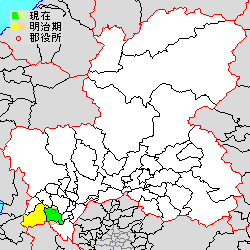
요로군의 위치 (녹색:요로정)

요로군(일본어: 養老郡, ようろうぐん)은 일본 기후현에 있는 군이다.
인구 24,636명, 면적 72.29km², 인구밀도 341명/km².(2025년 2월 1일, 추계인구)
이하 1정으로 구성된다.
- 요로정(養老町)

## 군역
1897년 행정 구역으로 발족할 당시의 군역은 아래 구역에 해당한다.
- 오가키시의 일부
- 가이즈시의 일부
- 요로정의 대부분

## 역사
- 1897년 4월 1일 - 군제 시행에 따라, 다기군·가미이시즈군의 구역을 가지고 요로군이 설치됨. 동시에 아래의 정촌 통합이 이루져 다기군 시모타도촌(下多度村)(현 가이즈시)·오바타촌(小畑村)·히요시촌(日吉村)(현 요로정)·가미이시즈군 다라촌(多良村)·이치노세촌(一之瀬村)(현 오가키시)과 신설된 1정 8촌이 요로군에 소속됨.(1정 13촌)
  - 다카다정(高田町) ← 다기군 다카다정, 가라스에촌, 요로촌(일부): 현 요로정
  - 요로촌(養老村) ← 다기군 요로촌(일부), 가미이시즈군 사와다촌, 사쿠라이촌: 현 요로정
  - 히로하타촌(広幡村) ← 다기군 한노키촌, 오아토촌, 구치가시마촌, 니시이와미치촌, 이와미치촌: 현 요로정
  - 가미타도촌(上多度村) ← 다기군 가미타도촌, 산고촌: 현 요로정
  - 가사고촌(笠郷村) ← 다기군 후나쓰키촌, 구리카사촌, 가미노고촌, 시모가사촌: 현 요로정
  - 마키다촌(牧田村) ← 가미이시즈군 마키다촌, 오쓰사카촌: 현 오가키시
  - 다기촌(多芸村) ← 다기군 나오에촌, 이이즈미촌, 가네야촌, 다기촌(多岐村), 기타오쓰카촌: 현 요로정
  - 이케베촌(池辺村) ← 다기군 오마키촌, 네코지신덴, 네코지촌, 오바촌, 가마단촌(현 가이즈시, 요로정), 고마노신덴: 현 가이즈시
  - 도키촌(時村) ← 가미이시즈군 도키촌, 도키야마촌: 현 오가키시
- 1954년
  - 11월 3일 - 다카다정·요로촌·히로하타촌·가미타도촌·가사고촌·오바타촌·다기촌·히요시촌 및 이케베촌의 대부분이 후와군 아이하라촌의 일부와 통합히여 요로정(養老町)이 발족. 이케베촌의 잔여부는 가이즈군 시로야마정에 편입.(1정 5촌)
  - 11월 5일 - 시모타도촌이 가이즈군 시로야마정·이시즈촌과 합병하여 가이즈군 난노정이 발족.(1정 4촌)
- 1955년
  - 1월 15일 - 마키다촌·이치노세촌·다라촌·도키촌이 합병하여, 가미이시즈촌(上石津村)이 발족.(1정 1촌)
  - 4월 1일 - 가이즈군 난노정의 일부가 요로정에 편입.
- 1969년 4월 1일 - 가미이시즈촌이 정제 시행으로 가미이시즈정(上石津町)이 됨.(2정)
- 2006년 3월 27일 - 가미이시즈정이 오가키시에 편입.(1정)